# Maureillas-las-Illas
Maureillas-las-Illas (în catalană Morellas i les Illes) este o comună în departamentul Pyrénées-Orientales din sudul Franței. În 2009 avea o populație de 2.649 de locuitori.

## Evoluția populației
| An        | 1975  | 1982  | 1990  | 1999  | 2006  | 2009  |
| --------- | ----- | ----- | ----- | ----- | ----- | ----- |
| Populație | 1.370 | 1.706 | 2.037 | 2.281 | 2.546 | 2.649 |